# Liste der Naturdenkmale in Heimsheim
| Naturdenkmale | Anzahl |
| ------------- | ------ |
| FND           | 0      |
| END           | 1      |
| Gesamt        | 1      |

Die Liste der Naturdenkmale in Heimsheim nennt die verordneten Naturdenkmale (ND) der im baden-württembergischen Enzkreis liegenden Stadt Heimsheim. In Heimsheim gibt es insgesamt ein als Naturdenkmal geschütztes Objekt, das ein Einzelgebilde-Naturdenkmal (END) ist.
Stand: 31. Oktober 2016.

## Einzelgebilde (END)
| Name                                   | Bild | Kennung     | Einzelheiten | Position | Fläche Hektar | Datum         |
| -------------------------------------- | ---- | ----------- | ------------ | -------- | ------------- | ------------- |
| Kastanie an der Krugstatt (Kraugstatt) |      | 82360250001 | Heimsheim    | ⊙        | 0,0           | 14. Nov. 1985 |
| Legende für Naturdenkmal               |      |             |              |          |               |               |